# Saint-Samson-de-l'Isle
La paroisse de Saint-Samson-de-l'Isle faisait partie du doyenné de Dol relevant de l'évêché de Dol et était sous le vocable de saint Samson.
- absorbée par la paroisse de Pleine-Fougères